# デイヴィッド・ウィームズ (第2代ウィームズ伯爵)
第2代ウィームズ伯爵デイヴィッド・ウィームズ（英語: David Wemyss, 2nd Earl of Wemyss、1610年9月6日 – 1679年7月）は、スコットランド貴族。1633年から1649年までエルホー卿の儀礼称号を使用した。

## 生涯
ジョン・ウィームズ（1633年に初代ウィームズ伯爵に叙爵）とジーン・グレイ（Jean Gray、1640年8月17日没、第6代グレイ卿パトリック・グレイの娘）の息子として、1610年9月6日に生まれた。
スコットランド軍でファイフの歩兵連隊を指揮して、1640年8月にニューカッスル・アポン・タインまで進軍した。1644年9月1日に兵士約6千人を率いてティッパーミュアの戦いで初代モントローズ侯爵ジェイムズ・グラハムと交戦したが敗走、1645年8月にはウィリアム・ベイリーとともにキルシスの戦いで再びモントローズ侯爵と交戦したが再び敗北した。
1649年11月22日に父が死去すると、ウィームズ伯爵位を継承、1655年11月13日に男女両系の相続人（heirs general）に認定された。1651年7月22日の特許状により、自身の爵位と財産の継承順位を自身の男系子孫（heirs male of his body）、自身が指名した人物、自身の男子相続人（heirs male whatever、すなわち非直系も含む）と定めた。しかし、ウィームズ伯爵は3度結婚し、合計で10男6女をもうけたにもかかわらず、そのうちの10男4女に先立たれており、1672年には生存している男子がいないという情勢になった。そのため、ウィームズ伯爵は1672年8月23日に一旦爵位を返上して再叙爵を受け（ノヴォダマス）、自身の死後に娘マーガレット、ついでその男系子孫が爵位を継承できるようにした。
1679年7月にウィームズ城で死去、準男爵位は休止になり、娘マーガレットが再叙爵の条件に基づきウィームズ伯爵位を継承した。

## 家族
1625年7月、アンナ・バルフォア（Anna Balfour、1649年11月10日没、第2代バーリーのバルフォア卿ロバート・バルフォアの娘）と結婚、6男5女をもうけた。
- ジョン（1627年11月22日 – 1636年までに没）
- ジーン（Jean、1629年6月19日 – 1715年1月5日） - 1649年4月26日、アンガス伯爵アーチボルド・ダグラス（英語版）（1609年ごろ – 1655年1月16日）と結婚、子供あり。1659年8月11日、第15代サザーランド伯爵ジョージ・ゴードンと再婚、子供あり
- マーガレット（1630年9月24日 – 1648年5月17日と1649年11月10日の間に没）
- デイヴィッド（1632年6月5日 – 1649年までに没）
- ジョン（1636年12月10日 – 1646年までに没）
- メアリー（1638年2月7日 – 1654年10月12日）
- ロバート（1639年8月1日 – 1649年までに没）
- イザベラ（1642年2月14日 – 1649年11月10日までに没）
- アンナ（1643年9月20日 – 1649年11月10日までに没）
- ジョン（1646年2月7日 – 1649年11月10日と1653年の間に没）
- アレクサンダー（1647年10月20日 – 1649年11月10日と1653年の間に没）

1650年4月、ヘレナ・フレミング（Helenor Fleming、1652年4月20日没、第2代ウィグトン伯爵ジョン・フレミングの娘）と再婚した。
1653年1月13日、マーガレット・スコット（Margaret Scott、旧姓レスリー（Leslie）、1688年没、第6代ロシズ伯爵ジョン・レスリーの娘、第2代バクルー伯爵フランシス・スコットの未亡人）と再婚、4男1女をもうけた。
- ジョン（1653年12月18日 – 1655年ごろ）
- デイヴィッド（1655年3月13日 – 1671年9月28日）
- ヒュー（Hew、1656年5月23日 – 1659年ごろ）
- ジョン（1657年10月13日 – 1660年ごろ）
- マーガレット（1659年1月1日 – 1705年3月11日） - 第3代ウィームズ女伯爵